# 개구리 다리

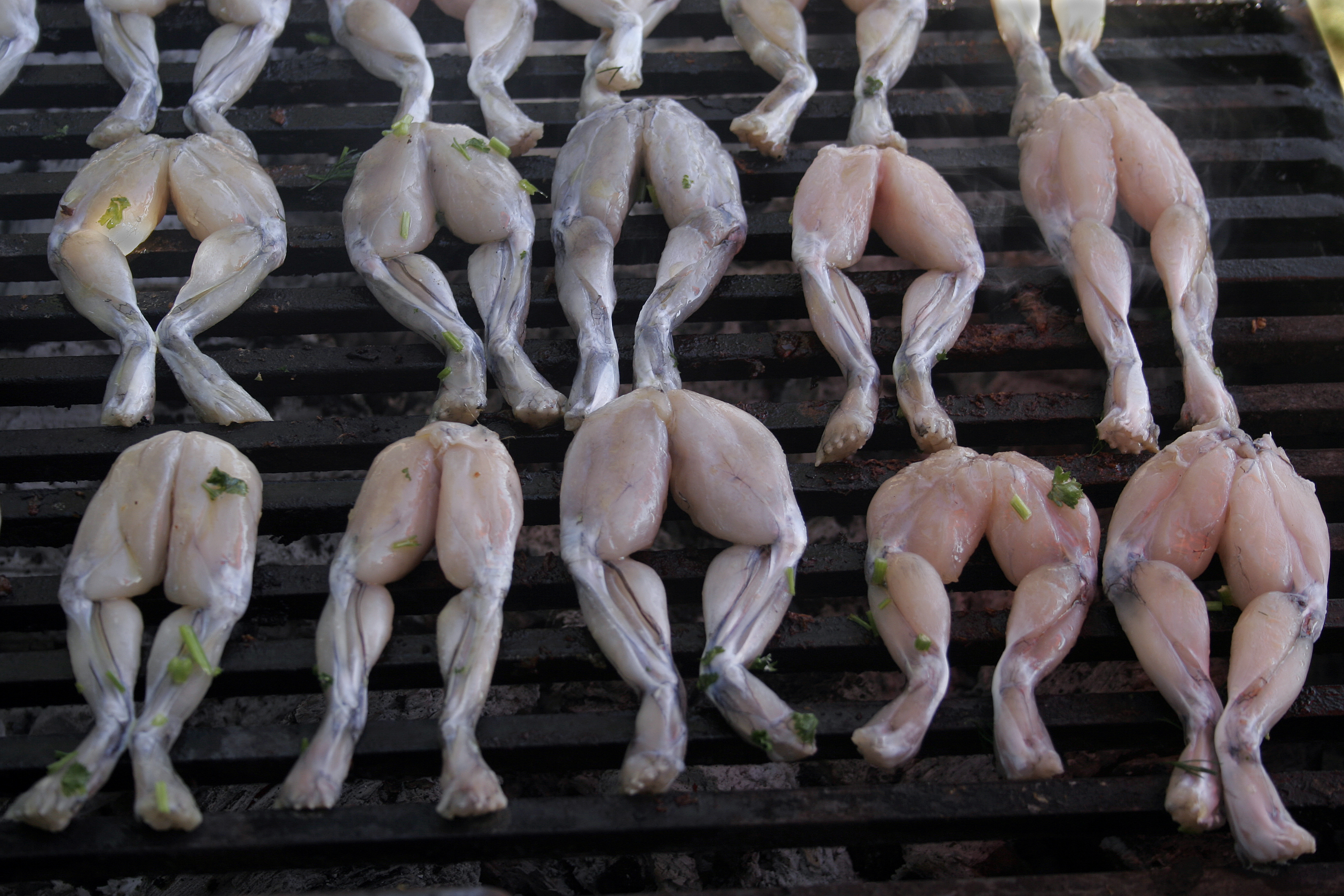
개구리 다리

개구리 다리는 식재료 가운데 하나이다. 일부 문화에서는 개구리의 다리 고기를 즐겨 먹는다.

## 소비
주요 수입국은 룩셈부르크, 벨기에, 프랑스 등이며, 주요 수출국은 인도네시아이다. 1990년에 유럽 국가들이 아시아에서 수입한 개구리 다리는 6천 톤 이상이다.

## 논란
인도에서는 개구리 다리 수출로 개구리가 사라지자 농작물의 병해충 피해와 말라리아, 뇌염 등 질병 문제가 심해져 1987년 수출을 중단한 바 있다. 방글라데시에서도 1989~1992년 사이 잠정적으로 수출을 중단했다. 인도네시아는 1989년 1천만 달러어치의 개구리 다리를 수출하였으나, 3천만 달러어치 살충제를 추가로 수입해야 했다.

## 같이 보기
- 하스마